# Mala Noche
Mala Noche (também conhecido como Bad Night; bra: Mala Noche) é um filme de drama americano de 1986 baseado no romance autobiográfico de Walt Curtis. Marcou a estreia de Gus Van Sant no cinema e é estrelado por Tim Streeter, Doug Cooeyate, Ray Monge e Nyla McCarthy. O filme foi rodado em 16 mm em preto e branco em Portland, Oregon.

## Enredo
A história segue o relacionamento entre Walt, um balconista gay, e dois meninos mexicanos mais novos, Johnny e Roberto Pepper. Walt e sua amiga os convencem a vir jantar, mas Johnny e Pepper precisam voltar para o hotel barato porque outro amigo está trancado do lado de fora. Walt tenta atacar Johnny pela primeira vez, oferecendo-lhe US$ 15 para dormir com ele. Johnny se recusa e corre para seu quarto de hotel, deixando Roberto trancado sem ter onde passar a noite a não ser a casa de Walt. Contentando-se com a segunda opção, Walt deita-se ao lado de Pepper e deixa-o ficar por cima para fazer sexo. Porém, ele não desiste de tentar conquistar Johnny. O filme progride a partir daí para relacionamentos nem sempre claramente definidos, desequilibrados por idade, idioma, dinheiro, raça e sexo.
Roberto leva um tiro da polícia. Johnny resiste com sucesso aos avanços de Walt.

## Elenco
- Tim Streeter como Walt Curtis
- Doug Cooeyate como Johnny
- Ray Monge como Roberto Pepper
- Nyla McCarthy como Betty
- Don Chambers como ele mesmo
- Walt Curtis como George

## Recepção
O Rotten Tomatoes dá ao filme uma classificação de 96% a partir de 25 críticas com o consenso: "Mala Noche é um retrato cru e corajoso de desejo, romance condenado e rejeição - e marca o estreante diretor Gus Van Sant como um cineasta com um toque pessoal gratificante."